# Софре Георгиевски
Софре Георгиевски или Гьоревски е деец на Вътрешната македоно-одринска революционна организация.

## Биография
Роден е в село Радиовце. Става един от първите членове на ВМОРО в Тетовско. С решение на местния комитет става войвода на чета и действа в района на планината Сува гора. Участва в Илинденско-преображенското въстание в сражения край Кичево. След Тетовския провал на ВМОРО е арестуван и хвърлен в затвора Куршумли хан в Скопие. Там престоява от 1905 до 1908 година. Носител е на Илинденски възпоменателен медал.